# Il ladro di Bagdad (film 1940)
Il ladro di Bagdad (The Thief of Bagdad) è un film del 1940 diretto da Ludwig Berger, Michael Powell e Tim Whelan, remake del film omonimo del 1924 da cui però diverge in molti particolari. Una successiva versione omonima della storia è stata girata nel 1961.
Georges Périnal vinse l'Oscar alla migliore fotografia a colori, quello per la migliore scenografia andò a Vincent Korda mentre Lawrence W. Butler e Jack Whitney ottennero l'Oscar ai migliori effetti speciali.

## Trama
La città di Bagdad è retta dal giovane e inesperto re Ahmad, da poco succeduto al padre; un giorno il suo gran Visir Jaffar lo convince a uscire dal palazzo in abiti comuni e a mescolarsi col popolo per capire quanto questo fosse infido e pericoloso (alla maniera di suo nonno Harun al-Rashid). Ma quando il giovane ritorna a palazzo, Jaffar lo fa gettare in prigione, per giustiziarlo il giorno successivo. Qui, Ahmad incontra Abu il ladro, discendente da una lunga dinastia di borsaioli, col quale riesce a fuggire.
Giunti a Bassora, Ahmad vede di nascosto la principessa del posto, della quale s'innamora subito (ogni volta che usciva da palazzo le guardie colpivano chiunque non si nascondesse in casa, poiché il padre ne era assai geloso). Anche Jaffar arriva a Bassora, per chiedere la sua mano al di lei padre, il sultano. Questi è un anziano svampito che colleziona costosi giocattoli; si lascia ammaliare dalle richieste di Jaffar dopo aver ricevuto in dono un cavallo meccanico capace di volare come Pegaso. Ahmad cerca di intromettersi nel fidanzamento, cercando di rivelare la natura malvagia di Jaffar, ma questi lo zittisce con una magia, facendo diventare lui cieco e Abu un cane. La principessa, nella speranza di rifuggire un matrimonio che non vuole, fugge su una nave, viene catturata dai mercanti di schiavi che la riportano a Bassora dove viene acquistata da Jaffar stesso che la riporta a palazzo dal padre, dal quale intende ottenere un assenso ufficiale al loro matrimonio.
L'incantesimo che tiene prigionieri Ahmad e Abu si dissolverà solo quando la principessa cadrà nelle mani di Jaffar. Condotta a palazzo, la giovane cade in un sonno ipnotico da cui viene svegliata da Ahmad. Jaffar la porta allora sulla sua nave dove le spiega la natura della maledizione lanciata a suo tempo su Ahmad e Abu ed è a quel punto che, per ridonare la vista all'innamorato, consente a Jaffar di abbracciarla, cosicché la magia sul cieco e il suo cane si spezzi. Questo avviene e Jaffar è convinto di avere ormai la principessa nelle sue mani, ma questa è comunque innamorata del giovane che aveva incontrato e diffida dal cedere alle bramosie di Jaffar. Ahmad, deciso a liberare la principessa che ama, insegue la nave di Jaffar con una zattera recuperata, ma quando il mago si accorge della sua presenza, scatena su lui e sul fedele Abu una tremenda tempesta che li lancia fuori rotta.
Intanto la giovane principessa, tornata a palazzo, piange col padre del suo destino e ribadisce di non intendere in alcun modo sposare Jaffar. Il sultano, di fronte a questa disperazione, decide di accontentare la figlia e le fa sapere che mai nessuno potrà separarla da suo padre finché questi sarà in vita. Jaffar, nascosto nell'ombra del giardino, riesce a cogliere il dialogo tra i due e decide così di aprirsi la via verso la principessa uccidendo l'anziano sultano: organizza quindi una trappola regalando al sultano appassionato di giocattoli innovativi una "fanciulla d'argento", un automa in forma della dea Kalì che lo pugnala alla schiena durante una danza per compiacerlo.
Intanto Abu, naufragato, si risveglia su una spiaggia e trova una bottiglia; apertala, ne esce un terribile e grandioso genio. Il genio afferma di volere uccidere il suo liberatore per ottemperare a una promessa fatta durante la lunghissima prigionia, ma Abu riesce con la sua astuzia a evitare la morte e a farsi concedere tre desideri. Oltre a una succulenta padella di salsicce, il piccolo Abu esprime il desiderio di sapere dove si trovi il suo amico, che ha perduto durante il naufragio. Il gigante risponde che questo è impossibile per lui, ma che egli potrà saperlo rubando l'"occhio che tutto vede" da un misterioso tempio. Dopo aver ingaggiato una tremenda lotta con un ragno gigante ed essere riuscito a ottenere il prezioso occhio, Abu scorge l'amico che sta vagando alla sua disperata ricerca e col genio si reca da lui. Qui i due si riuniscono, ma con l'occhio riescono a sapere che la principessa si trova ancora prigioniera di Jaffar, sotto la malia del profumo di una rosa magica che le fa scordare ogni cosa del suo passato e che la tiene legata a sé. A questo punto Ahmad non è più in grado di resistere e vorrebbe tornare a Baghdad per salvare l'amata e, alla frase stizzita di Abu "Bene, vacci!", il genio lo accontenta e dopo aver esaudito i tre desideri del suo padrone, si dilegua lasciando il povero eroe abbandonato in mezzo a montagne sconosciute.
Tornato improvvisamente a palazzo, Ahmad si batte con le guardie di Jaffar ma viene catturato e messo in prigione assieme alla principessa che, ripresasi dalla malia del mago, ritrova lo sguardo del suo innamorato. Abu, tramite l'"occhio che tutto vede" segue tutta la scena e, irato dal non poter far nulla, scaglia il prezioso occhio a terra che si frantuma in mille pezzi assieme alla montagna sulla quale si trova, trasportandolo magicamente in una terra abitata da antichi saggi del deserto vestiti di bianco. Il re di questi saggi onora il giovane Abu facendogli dono di preziosi artefatti: un corno e una balestra con dardi magici. L'anziano mago decide di donare ad Abu tutto ciò che possiede, a eccezione di un tappeto volante. Sempre più determinato a salvare l'amico Ahmad, che sta per essere giustiziato insieme alla principessa, Abu decide di rubare il tappeto magico con cui giungere velocemente a Baghdad.
Per mezzo del tappeto volante, Abu riuscirà infatti ad arrivare in tempo per sconfiggere Jaffar mentre questi tenta di fuggire sul cavallo alato, trafiggendolo con un dardo della balestra magica che possiede. Abu riesce infine a far riunire i due innamorati ma, spirito libero, decide di vagare per il mondo col suo tappeto, piuttosto che rimanere a corte e andare a scuola, dove Ahmad "minaccia" di mandarlo.

## Produzione
Il film fu prodotto dalla London Film Productions (non accreditato). Il produttore Alexander Korda aveva scelto all'inizio come regista il tedesco Ludwig Berger ma si rivolse poi a Powell quando si rese conto di non condividere le scelte stilistiche di Berger. Il regista però, si rifiutò di andarsene e Korda, in un estremo tentativo, volle dirigere insieme a Berger tutte le sue scene. Il risultato fu che non meno di sei registi furono coinvolti nella produzione del film. Powell girò alcune delle scene più spettacolari tra cui quella del genio che esce dalla bottiglia. Tim Whelan girò le scene d'azione e Berger quelle d'amore, molte delle quali rifatte da Korda. Quando la produzione si spostò negli Stati Uniti dopo l'inizio della guerra, Zoltán Korda e William Cameron Menzies girarono delle scene aggiunte.

## Distribuzione
Distribuito dalla United Artists Corporation e dalla London Film Productions, il film uscì in prima a New York il 5 dicembre 1940, quindi a Londra il 19 dicembre. Nelle sale britanniche e in quelle statunitensi, venne poi distribuito il giorno di Natale.

## Riconoscimenti
- 1941 - Premio Oscar
  - Migliore fotografia a Georges Périnal
  - Migliore scenografia a Vincent Korda
  - Migliori effetti speciali a Lawrence W. Butler e Jack Whitney
  - Candidatura Miglior colonna sonora a Miklós Rózsa

## Manifesti e locandine
La realizzazione dei manifesti del film per l'Italia fu affidata a pittore Anselmo Ballester.